# Arméns fältarbetscentrum
Arméns fältarbetscentrum (FarbC) var ett truppslagscentrum för ingenjörtrupperna inom svenska armén som verkade åren 1991–1997. Förbandsledningen var förlagd i Eksjö garnison i Eksjö.

## Historik
Arméns fältarbetscentrum bildades den 1 juli 1991 i samband med försvarsutredning 1988 genom att truppslagsinspektörerna med truppslagsavdelningar i arméstaben slogs samman med arméns strids- och skjutskolor samt övriga truppslagsskolor, vilka bildade så kallade Truppslagscenter. Denna omstrukturering resulterade i att arméns skolor avvecklades som självständiga enheter och de nyuppsatta truppslagscentren övertog ansvaret över utbildningen vid skolorna. 
Arméns fältarbetscentrum bestod 1991 av arméstabens ingenjöravdelning, Fältarbetsskolan (FältarbS) och Amröjskolan (AmröjS). Ingenjördelen av Artilleri- och ingenjörhögskolan (AIHS) tillkom i Arméns fältarbetscentrum året därpå. Chefen för Arméns fältarbetscentrum innehade även befattningen Ingenjörinspektören.  
Genom försvarsbeslutet 1996 kom Arméns samtliga truppslagscenter att avvecklas och dess uppgifter övertogs av Armécentrum (ArméC). Detta ledde till att Arméns fältarbetscentrum avvecklades den 31 december 1997 som enhet, och Fältarbetsskolan uppgick i Totalförsvarets ammunitions- och minröjningscentrum (SWEDEC). I samband med denna avveckling försvann även befattningen Ingenjörinspektör.

## Ingående enheter
- Ingenjörinspektören med stab (Inginsp)
- Arméns fältarbetsskola
- Arméns ammunitionsröjningsskola

## Förbandschefer
Förbandschefen för Arméns fältarbetscentrum var tillika ingenjörinspektör. Åren 1966–1991 hade signal- och ingenjörtrupperna gemensam truppslagsinspektör, vilken titulerades ingenjör- och signalinspektör. Från 1991 fick de båda truppslagen varsin inspektör, och titeln för ingenjörtrupperna kortades ner till endast ingenjörinspektör. Ingenjörinspektören var åren 1991–1997 chef för Arméns fältarbetscentrum.

- 1937–1941: Sven Alin
- 1941–1946: Sigurd Rahmqvist
- 1946–1953: Inge Gustaf Hellgren
- 1953–1963: Stig Berggren
- 1963–1966: ?
- 1967–1969: Harald Smith
- 1969–1975: Åke Bernström
- 1975–1982: Kåre Svanfeldt
- 1982–1986: Owe Dahl
- 1986–1991: Bertil Lövdahl
- 1991–1993: Lars-Åke Persson
- 1993–1997: Christer Ljung
- 1997–1997: Björn Svensson

## Namn, beteckning och förläggningsort
| Arméns fältarbetscentrum | 1991-07-01 | – | 1997-12-31 |

| FarbC | 1991-07-01 | – | 1997-12-31 |

| Eksjö garnison (F) | 1991-07-01 | – | 1997-12-31 |
| Almnäs (D)         | 1991-07-01 | – | 1997-12-31 |